# Arie Luyendyk
Arie Luyendyk, em holandês Arie Luijendijk  (Sommelsdijk, 21 de setembro de 1953) é um piloto automobilístico neerlandês, duas vezes vencedor das 500 Milhas de Indianápolis.

## Carreira

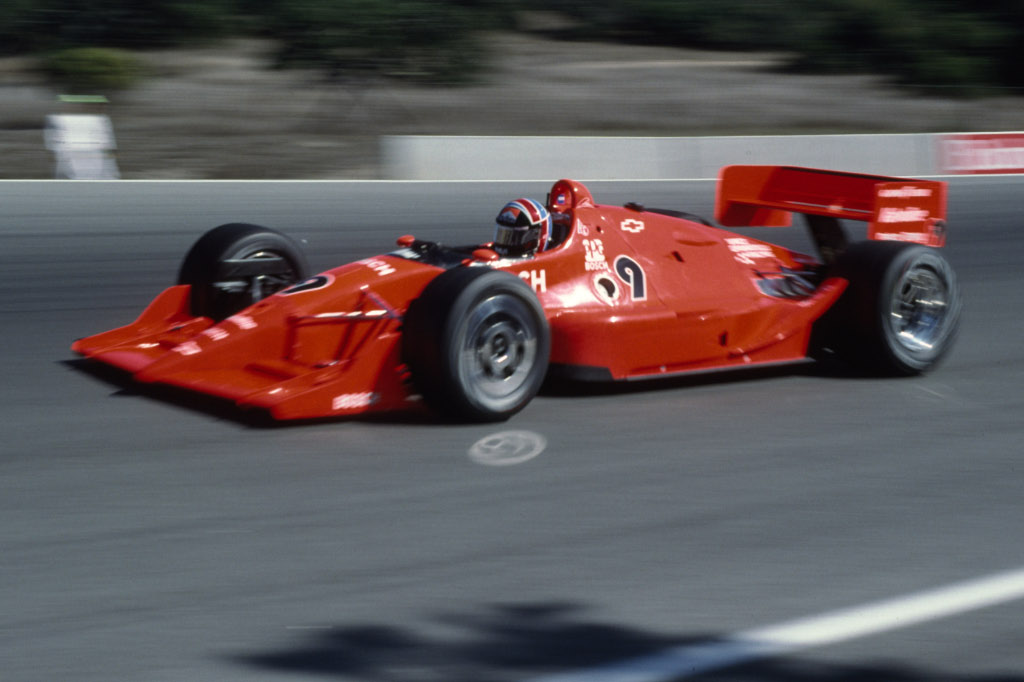
Carro de Arie Luyendyk na CART em 1991.

Começou a pilotar no início da década de 1970. Em 1977, ganhou o campeonato europeu de Fórmula Super-Vê, e passa a correr na Fórmula 3. Mudou-se para os Estados Unidos da América, em 1984, onde ele logo ganhou o campeonato da Super-Vê.
Correu sua primeira temporada completa na CART em 1985, conquistando o título de Rookie of the Year(novato do ano) tanto do campeonato como das 500 Milhas de Indianápolis. A sua primeira vitória na categoria ocorreu em 1990 justamente em Indianápolis.
Sua primeira vitória na categoria veio cinco anos depois, em 1990, na corrida mais importante da categoria, com um recorde de velocidade média de 185,981 mph (299,307 km/h). Luyendyk venceu a Indianapolis 500 de 1990 pela equipe Doug Shierson Racing. Seu recorde de velocidade média ficou intacto por 23 anos, até ser finalmente quebrada nas 500 Milhas de Indianápolis de 2013 por Tony Kanaan com uma velocidade média de 187,433 mph (301,644 km/h).
Luyendyk continuou a ter performance de destaque em Indianápolis, marcando a pole-positions em 1993, 1997 e 1999, apesar de ter abandonado a corrida enquanto liderava a Indy 500 em três ocasiões.
Em 1996, ele bateu o recorde de volta numa qualificação, que foi de 37.895 segundos ou 237,498 mph (382,216 km/h), embora ele não foi largado na pole porque ele se qualificou no segundo dia de treinos. Ele venceu as 500 Milhas de Indianápolis de 1997 pela Treadway Racing da pole, com seu companheiro Scott Goodyear em segundo.
Luyendyk também foi selecionado para participar nas edições da International Race of Champions de 1992, 1993 e 1998.
Ele se aposentou das corridas após a temporada de 1999 e por um curto período de tempo, se tornou comentarista da TV americana(ABC). Ele voltou para a Indy 500 em 2001 e 2002. Em 2003, ele entrou em Indianápolis para o tempo final. Ele sofreu um acidente durante a prática e não fez uma tentativa para se qualificar.
Outras vitórias de Luyendyk incluem as 24 horas de Daytona e 12 Horas de Sebring. Seu filho,  Arie Jr, é um piloto da Indy Lights.
A última curva da pista de Zandvoort na Holanda carrega o seu nome.

## Resultados nas 500 Milhas de Indianápolis
| Ano  | Chassi     | Motor         | Largada                      | Resultado                    | Equipe       |
| ---- | ---------- | ------------- | ---------------------------- | ---------------------------- | ------------ |
| 1985 | Lola       | Cosworth      | 20º                          | 7º                           | Bettenhausen |
| 1986 | Lola       | Cosworth      | 19º                          | 15º                          | Bettenhausen |
| 1987 | March      | Cosworth      | 7º                           | 18º                          | Hemelgarn    |
| 1988 | Lola       | Cosworth      | 6º                           | 10º                          | Simon        |
| 1989 | Lola       | Cosworth      | 15º                          | 21º                          | Simon        |
| 1990 | Lola       | Chevrolet     | 3º                           | 1º                           | Shierson     |
| 1991 | Lola       | Chevrolet     | 14º                          | 3º                           | Granatelli   |
| 1992 | Lola       | Ford-Cosworth | 4º                           | 15º                          | Ganassi      |
| 1993 | Lola       | Ford-Cosworth | 1º                           | 2º                           | Ganassi      |
| 1994 | Lola       | Ilmor         | 8º                           | 18º                          | Indy Regency |
| 1995 | Lola       | Menard-Buick  | 2º                           | 7º                           | Team Menard  |
| 1996 | Reynard    | Ford-Cosworth | 20º                          | 16º                          | Treadway     |
| 1997 | G-Force    | Oldsmobile    | 1º                           | 1º                           | Treadway     |
| 1998 | G-Force    | Oldsmobile    | 28º                          | 20º                          | Treadway     |
| 1999 | G-Force    | Oldsmobile    | 1º                           | 22º                          | Treadway     |
| 2000 | Não correu | Não correu    | Não correu                   | Não correu                   | Não correu   |
| 2001 | G-Force    | Oldsmobile    | 6º                           | 13º                          | Treadway     |
| 2002 | G-Force    | Chevrolet     | 24º                          | 14º                          | Treadway     |
| 2003 | G-Force    | Toyota        | Carro piloto por Alex Barron | Carro piloto por Alex Barron | Mo Nunn      |